# Teun Koopmeiners
Teun Koopmeiners (født 28. februar 1998) er en hollandsk fodboldspiller, der spiller for Juventus.